# Last Flag Flying : La Dernière Tournée
Pour plus de détails, voir Fiche technique et Distribution.
Last Flag Flying : La Dernière Tournée (Last Flag Flying) est une comédie dramatique américaine écrite et réalisée par Richard Linklater, sorti en 2017. Il s'agit d'une adaptation du roman Last Flag Flying de l'écrivain Darryl Ponicsan.

## Synopsis
En 2003, trois hommes ayant servi dans la même unité de la Navy, lors de la guerre du Viêt Nam, se retrouvent lorsque le fils de l'un d'eux est tué au combat en Irak. Le père du défunt va demander aux deux autres de l'accompagner aux funérailles mais il refuse qu'il soit enterré au cimetière militaire d'Arlington. Ils décident ensemble de transporter le corps à Portsmouth dans le New Hampshire.

## Fiche technique
Sauf indication contraire, les informations mentionnées dans cette section peuvent être confirmées par la base de données cinématographiques IMDb,  présente dans la section « Liens externes ».
- Titre original : Last Flag Flying
- Titre français : Last Flag Flying : La Dernière Tournée
- Réalisation : Richard Linklater
- Scénario : Richard Linklater et Darryl Ponicsan, d'après le roman Last Flag Flying de Darryl Ponicsan
- Photographie : Shane F. Kelly
- Montage : Sandra Adair
- Musique : Graham Reynolds
- Production : Ginger Sledge et John Sloss
- Sociétés de production : Amazon Studios, Big Indie Pictures et Detour Filmproduction
- Sociétés de distribution : Amazon Studios (États-Unis), Metropolitan Filmexport (France)
- Pays d'origine :  États-Unis
- Langue originale : anglais
- Durée : 124 minutes
- Format : couleur
- Genre : comédie dramatique
- Dates de sortie :
  - États-Unis : 28 septembre 2017 (film d'ouverture au festival du film de New York) ; 3 novembre 2017 (sortie nationale)
  - France : 17 janvier 2018

## Distribution
- Steve Carell : Larry « Doc » Sheperd
- Bryan Cranston : Sal Nealon
- Laurence Fishburne : Richard Mueller
- J. Quinton Johnson : Charlie Washington
- Richard Robicheaux : Anorak
- Lee Harrington : Jamie
- Cicely Tyson : Mrs. Hightower
- Kate Easton : Jackie
- Deanna Reed-Foster : Ruth Mueller
- Yul Vazquez : le colonel Willits
- Graham Wolfe : John Redman
- Ted Watts Jr. : Leland

## Production

### Genèse et développement
Le scénario s'inspire du roman Last Flag Flying de l'écrivain Darryl Ponicsan. Ce roman fait suite à une précédente œuvre de l'auteur, The Last Detail, adaptée au cinéma dans La Dernière Corvée (1974) de Hal Ashby. Le réalisateur Richard Linklater ne relie cependant pas son film à celui de Hal Ashby, en changeant notamment le nom des personnages : 

« La question est logique puisque le roman sur lequel est basé le film est lui-même la suite de The Last Detail. Le processus d’adaptation a été long mais je pense que nous avons finalement créé quelque chose d’assez unique. Si le film avait vu le jour il y a une dizaine d’années, il aurait sans doute davantage eu des airs de suite. Cela ne s’est pas fait mais au lieu d’être enterré, le projet, à l’image de la guerre, a perduré. Il n’était pas question de priver les spectateurs de personnages aussi savoureux. »

— Richard Linklater

### Tournage
Le tournage débute en novembre 2016 à Pittsburgh.

## Sortie

### Accueil critique
Aux États-Unis, le film reçoit des critiques plutôt positives. Sur l'agrégateur américain Rotten Tomatoes, il obtient 74% d'opinions favorables pour 136 critiques et une note moyenne de 7⁄10. Sur Metacritic, le film décroche une moyenne de 66⁄100, pour 40 critiques.
En France, le site Allociné recense 15 titres de presse, pour une moyenne de 3,3⁄5.

### Box-office
- France : 7 629 entrées[6]